# Массамба Тако
Массамба Тако (д/н — 1600) — 3-й дамель (володар) держави Кайор в 1593—1600 роках.

## Життєпис
Походив з династії Фалл. Син дамеля Амару Нгоне Собел. Після його смерті 1593 року обирається новим володарем Кайорі. Призначив тієгне (правителем) Баолу свого небіжа Мамалик Тіоро Ндйінгена. При цьому Баол залишився у сфері впливу Кайорі.
Намагався розширити вплив держави дипломатичні засобами, укладаючи також численні шлюби із сусідніми володарями. Разом з тим значну увагу приділяв збереженню потуги правлячої династії в Кайорі.
Вбито 1600 року внаслідок змови старшого сина Махуредія Кулі, що захопив владу.